# Maresché
Maresché település Franciaországban, Sarthe megyében. Lakosainak száma 879 fő (2022. január 1.). Maresché Vivoin, Teillé, Assé-le-Riboul, Beaumont-sur-Sarthe, Lucé-sous-Ballon és Saint-Marceau községekkel határos.

## Népesség
A település népességének változása:
| Lakosok száma | 905  | 902  | 899  | 886  | 888  | 887  | 885  | 882  | 879  |
|               | 2013 | 2015 | 2016 | 2017 | 2018 | 2019 | 2020 | 2021 | 2022 |